# 綠豹蛺蝶
綠豹蛺蝶（学名：Argynnis paphia）是歐洲一種蛺蝶，自1970年代及1980年代開始衰落，但現似乎有回復的跡象。

## 描述
本種為中型蛺蝶，雌雄外觀差異不明顯。雄蝶頭部橙色，複眼後緣白色，觸角末端膨大，黑褐夾白鱗，頂端裸露。下唇鬚乳白、具毛，背面橙色。胸背橙色，腹面帶綠白色，足乳白末端褐色，前足跗節癒合成匕狀。腹背橙色，腹面乳白。前翅長33-38 mm，外型寬大呈三角形，後翅扇形，外緣鋸齒狀。翅背面橙底，內側較深，佈滿黑褐斑點與條紋；前翅中室有數道短紋，後翅末端有一條。翅緣有細帶紋，翅腹面帶金屬綠或橄欖綠光澤，後翅具白帶與模糊眼紋。緣毛橙色鑲黑，前翅翅脈帶有黑褐色性標。
雌蝶與雄蝶相似，但前翅背面色澤較暗，偏綠調，黑斑更明顯，無性標，前足可分節、有爪、無毛。
整體體色背側黃褐，腹側白至淡黃褐。前翅尖端略突出，後翅外緣波狀。翅背面橙黃，外側有兩列黑斑，內側有黑褐紋列；腹面色澤較淡，翅端帶綠灰斑，後翅具銀白紋與綠色光澤紋。雄蝶前翅M3、CuA1、CuA2與1A+2A脈各具黑色性標。緣毛橙黃，翅脈端黑褐。

## 分佈
全球分布廣泛，遍及歐亞大陸，從西歐、北非，經西伯利亞至庫頁島、日本、朝鮮半島、中國大陸及臺灣。在臺灣，主要局限於本島中南部較高海拔地區。

## 行為
綠豹蛺蝶吃懸鉤子、薊及矢車菊屬的花蜜，以及蚜蟲的蜜露。牠們的飛行能力很強，也較其他豹蛺蝶活躍，故很多時可以在樹冠看到牠們在滑翔。牠們喜歡棲息在落葉林地，尤其是針葉林內的櫸樹。

## 繁殖
雄蝶的前翅面上，沿1-4的翅脈有香鱗。香鱗會散發出一種吸引雌蝶的氣味，也能作為識別的特徵。雌蝶很特別的不會在葉子或莖上產卵，反而是在林地地面高1-2米的樹皮上產卵。

## 棲地
主要棲息於常綠闊葉林與亞高山針葉林的邊緣及草原。一年一代，成蝶於夏季活動，飛行敏捷，會訪花。雌蝶將卵產在寄主植物附近的雜物上，以卵或小幼蟲越冬。幼蟲以喜岩菫菜、紫花菫菜等菫菜科植物的葉片為食。

## 圖庫

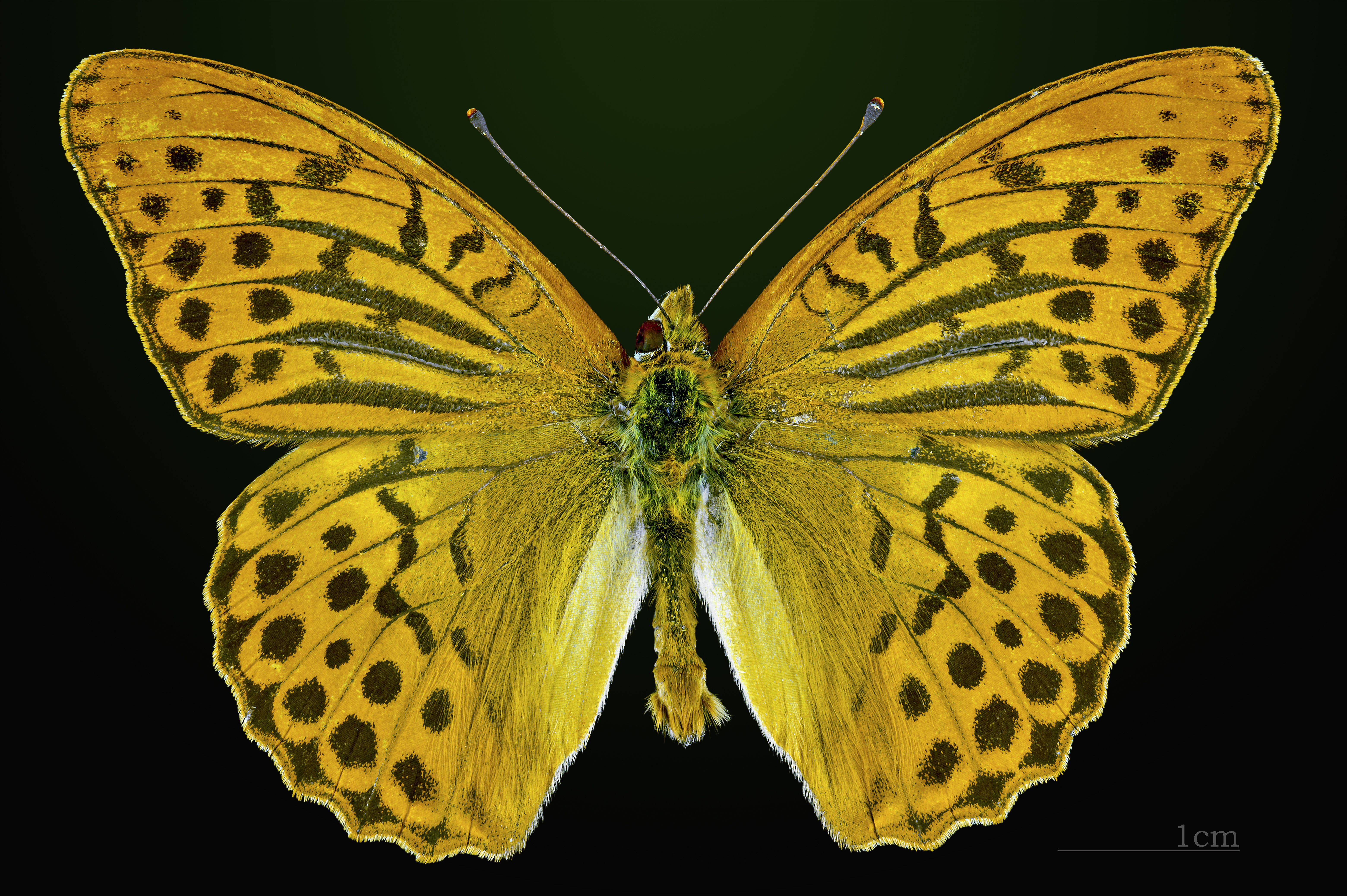
♂
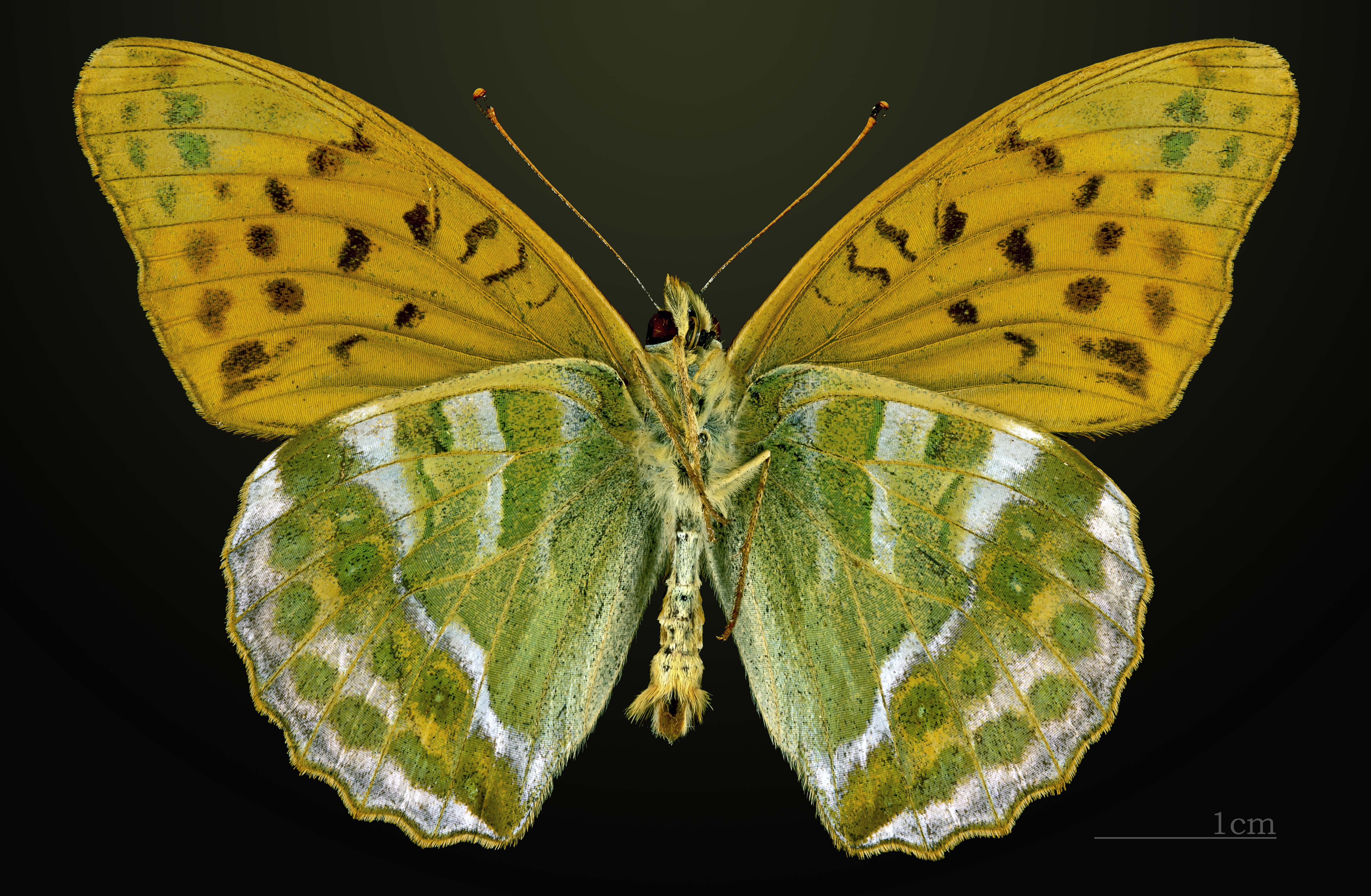
△ ♂
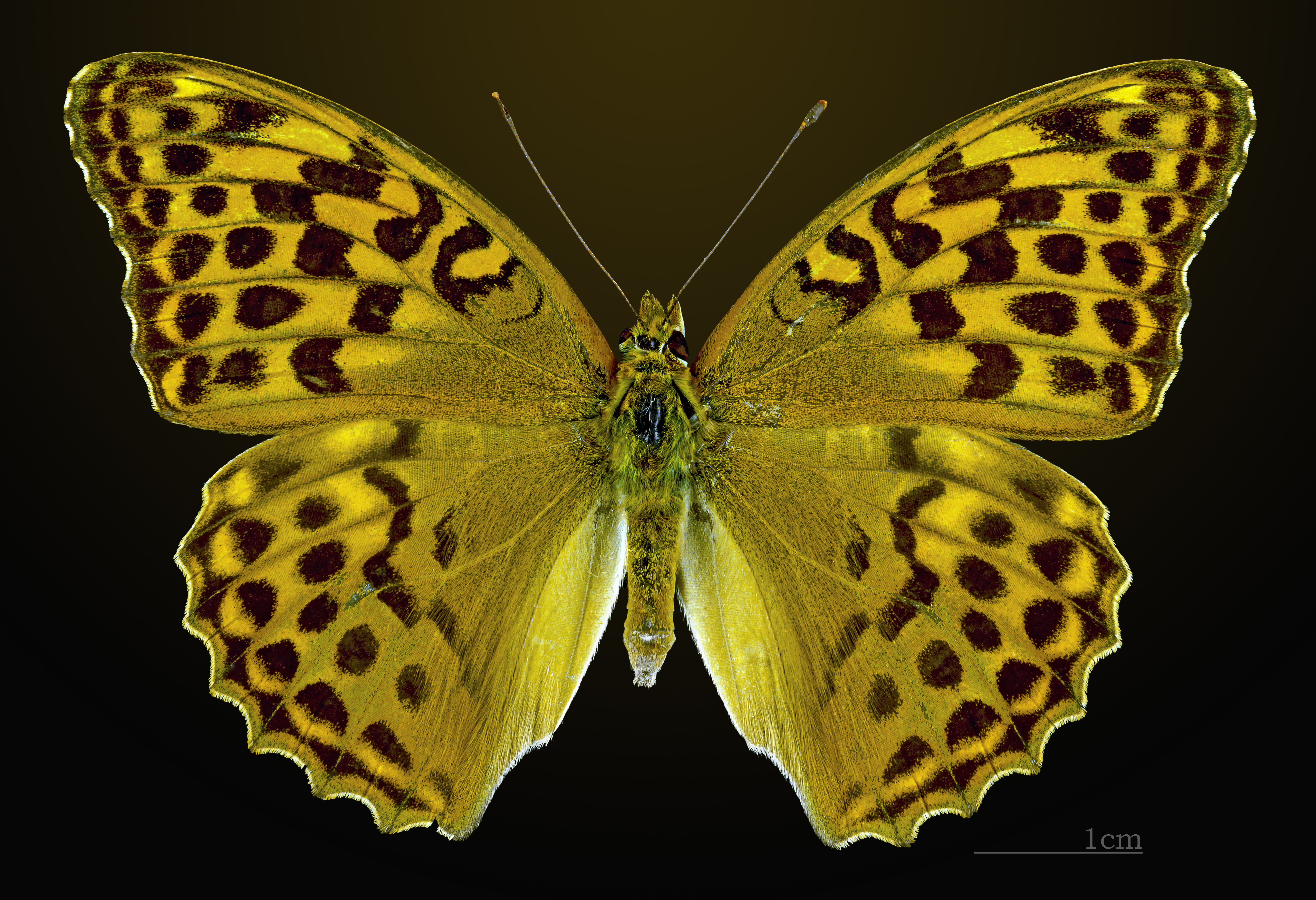
♀
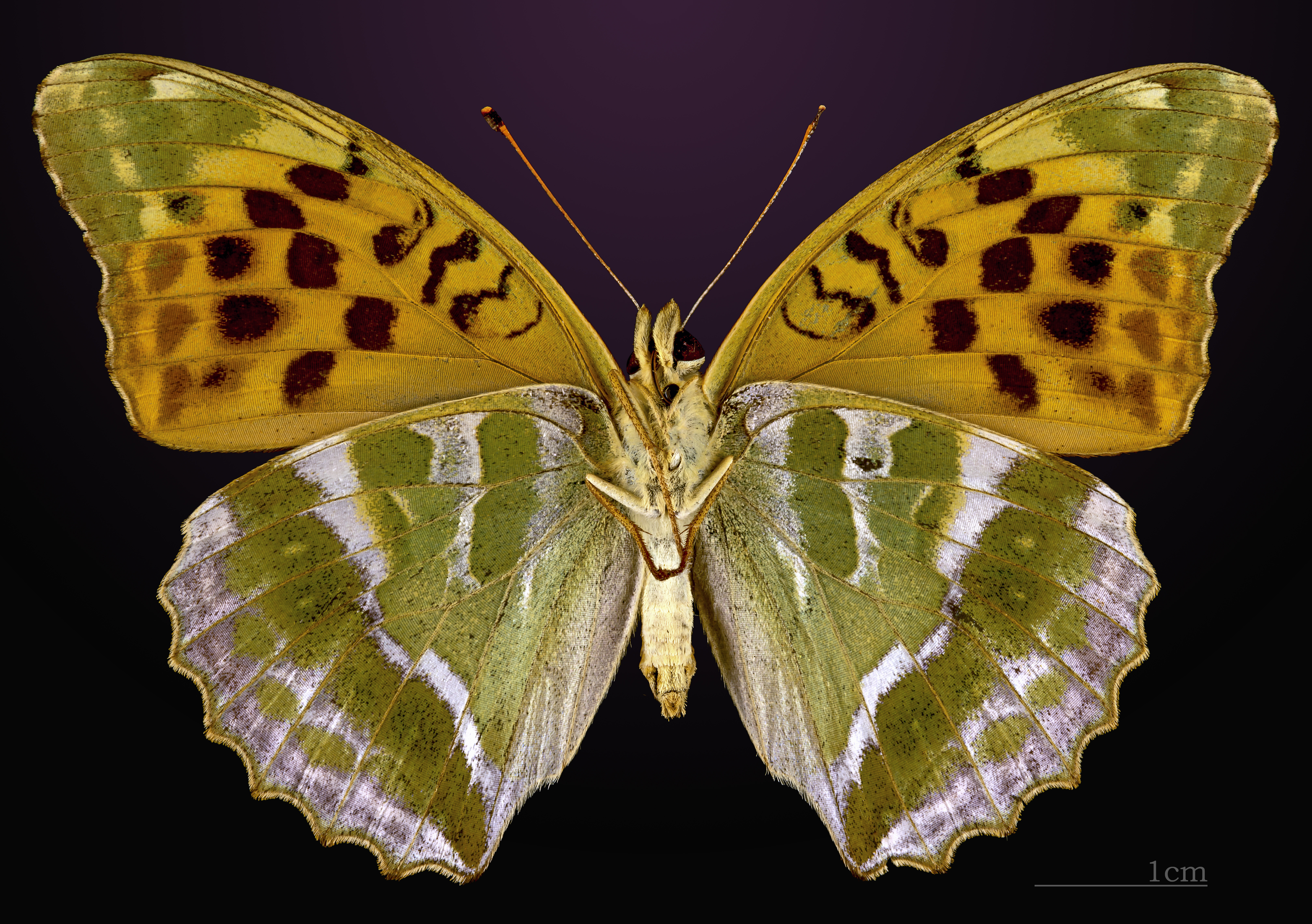
△ ♀

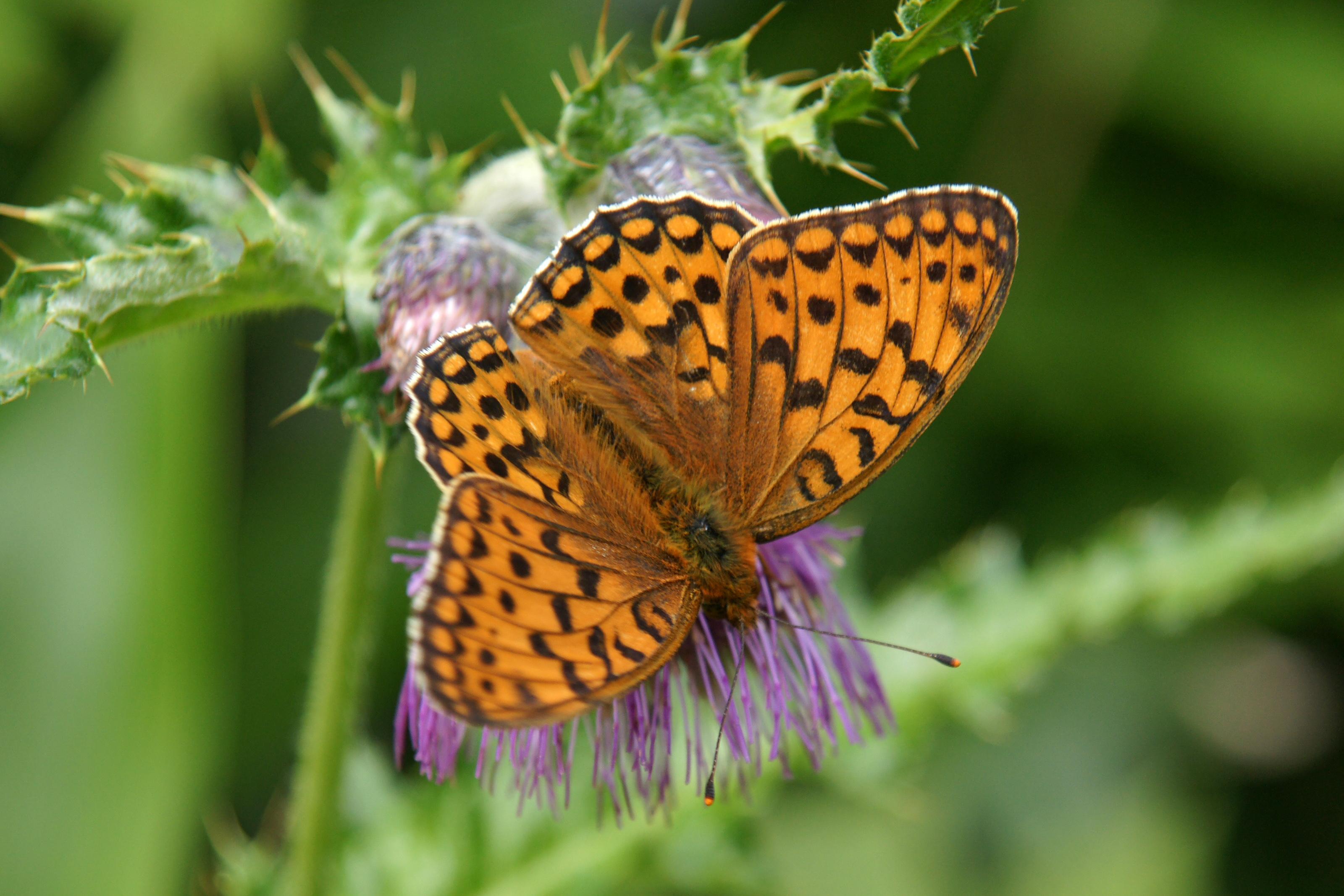
雄性，黑色斑点比雌性大
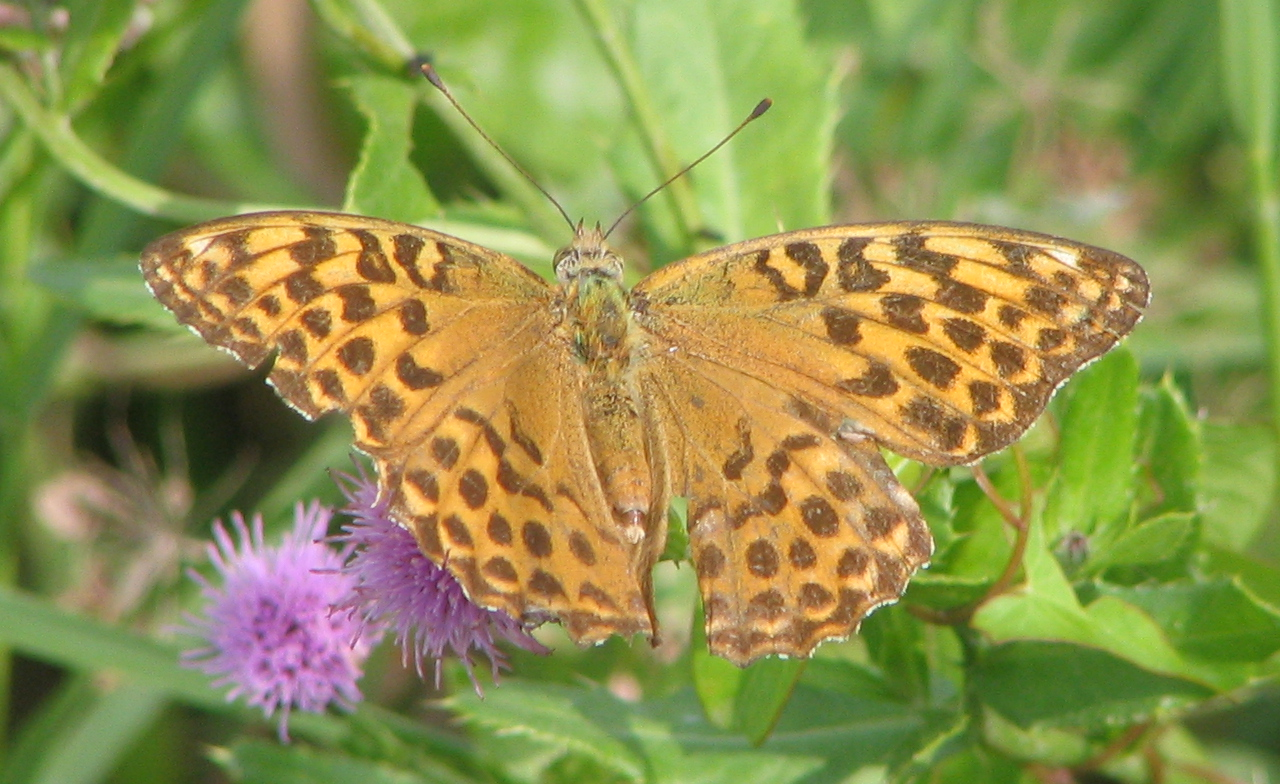
雌性
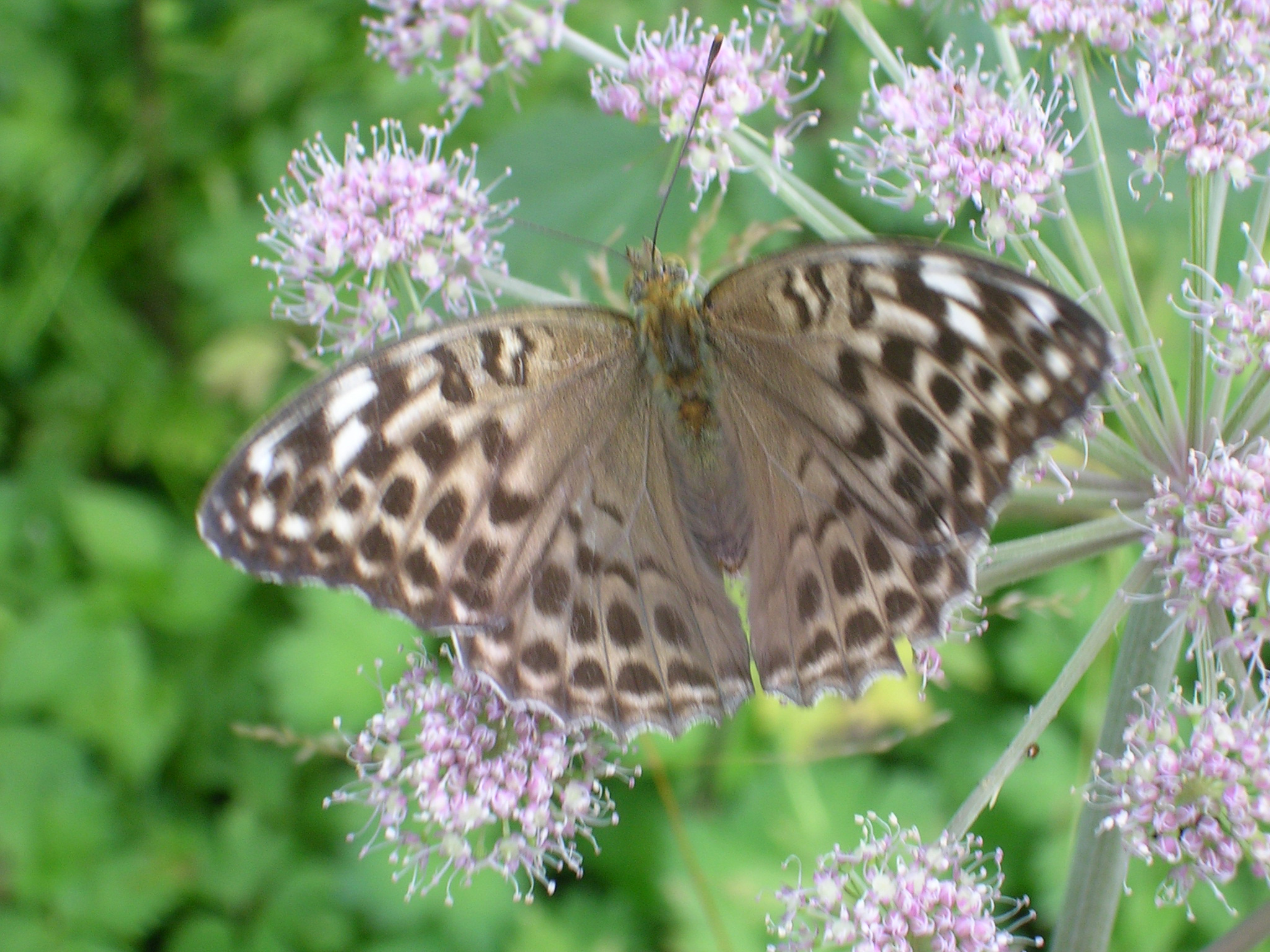
暗色型雌性